# جان گلوور
جان گلوور (انگلیسی: John Glover; ۲۸ اکتبر ۱۸۷۶ – ۲۰ آوریل ۱۹۵۵) بازیکن فوتبال اهل بریتانیا بود.
از باشگاه‌هایی که در آن بازی کرده‌است می‌توان به باشگاه فوتبال بیرمنگام سیتی، باشگاه فوتبال گیلینگام، باشگاه فوتبال لیورپول، باشگاه فوتبال بلکبرن روورز، و باشگاه فوتبال وست برومویچ آلبیون اشاره کرد.